# Illumination (альбом Пола Уэллера)
| Оценки критиков | Оценки критиков |
| Источник        | Оценка          |
| --------------- | --------------- |
| AllMusic        | [ 1 ]           |
| The Guardian    | [ 2 ]           |
| Rolling Stone   | [ 3 ]           |

Illumination  — шестой студийный альбом британского рок-музыканта Пола Уэллера (бывшего фронтмена рок-групп The Jam и The Style Council), вышедший 16 сентября 2002 года на лейбле Independiente Records.
Альбом дебютировал на 1 месте в официальном хит-параде Великобритании и получил золотую сертификацию.
Трек «Call Me No.5» записан в дуэте с Kelly Jones из группы Stereophonics, а «One X One» сделан при участии Gem Archer на акустической гитаре и Ноэля Галлахера из группы Oasis на барабанах, перкуссии и бас-гитаре.

## Об альбоме
Альбом получил положительные отзывы музыкальных критиков и интернет-изданий.
В агрегаторе Metacritic, устанавливающем в среднем оценку до ста, основанную на профессиональных рецензиях, альбом получил 79 баллов на основе 12 полученных рецензий, что означает «получил в целом положительные отзывы от критиков».
В сентябре 2002 года он дебютировал на 1 месте в официальном хит-параде Великобритании.

## Список композиций
Все треки написаны Полом Уэллером, кроме указанных.
1. «Going Places» — 3:34
2. «A Bullet for Everyone» — 4:11
3. «Leafy Mysteries» — 3:07
4. «It’s Written in the Stars» — 3:11
5. «Who Brings Joy» — 3:30
6. «Now the Night Is Here» (Simon Dine, Пол Уэллер) — 3:53
7. «Spring (At Last)» — 2:28
8. «One X One» — 5:35
9. «Bag Man» — 3:22
10. «All Good Books» — 3:25
11. «Call Me No.5» (Kelly Jones, Пол Уэллер) — 3:28
12. «Standing Out in the Universe» — 4:50
13. «Illumination» — 3:06

Делюксовый CD содержит три дополнительных трека:
1. «Horseshoe Drama» — 3:38
2. «Push Button, Automatic» — 3:21
3. «Talisman» — 3:46

## Позиции в чартах
| Чарт (2002)                      | Высшая позиция |
| -------------------------------- | -------------- |
| Нидерланды (Album Top 100)       | 69             |
| Германия (Offizielle Top 100)    | 69             |
| Великобритания (UK Albums Chart) | 1              |